# Thevetia peruviana

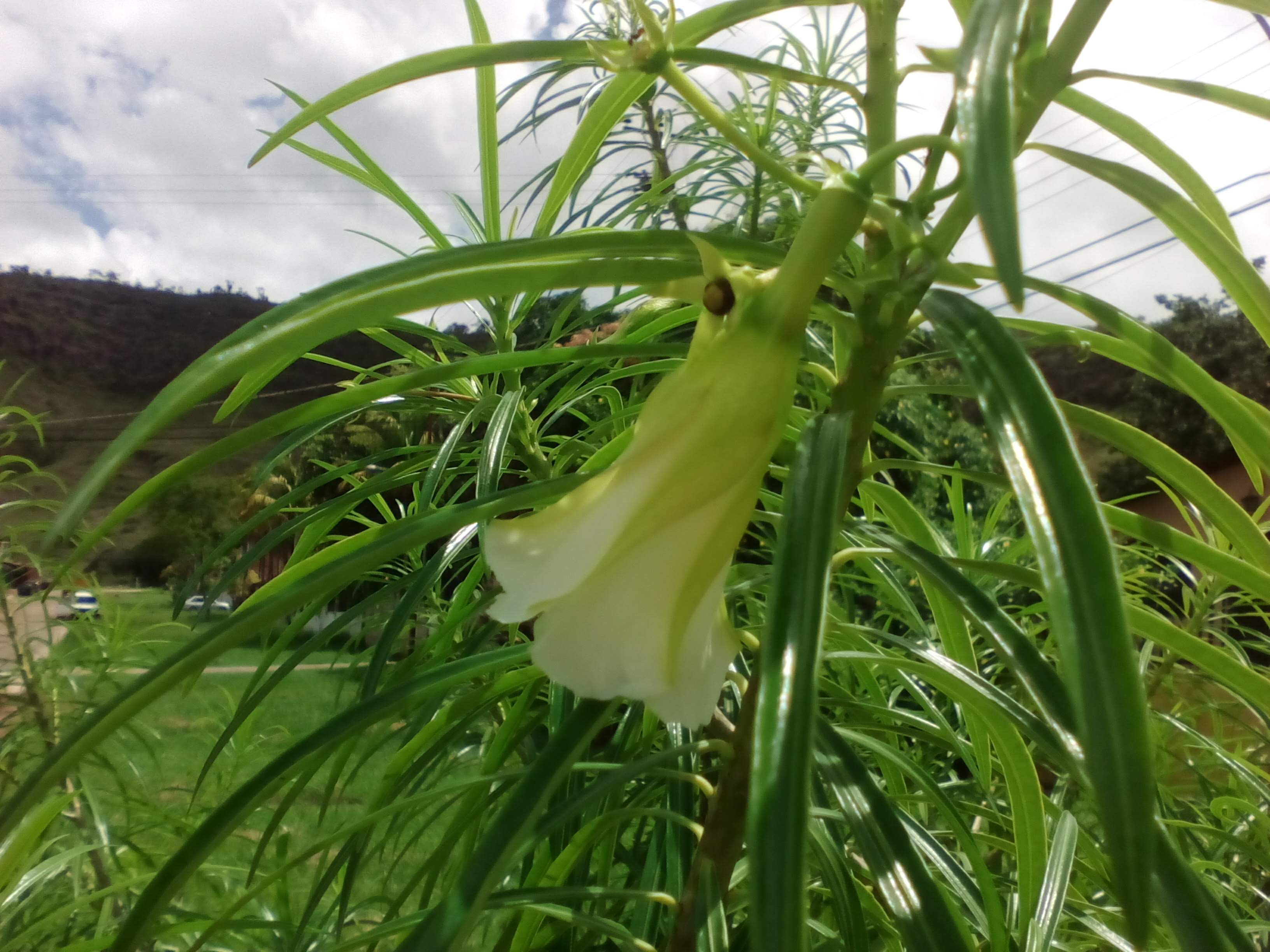

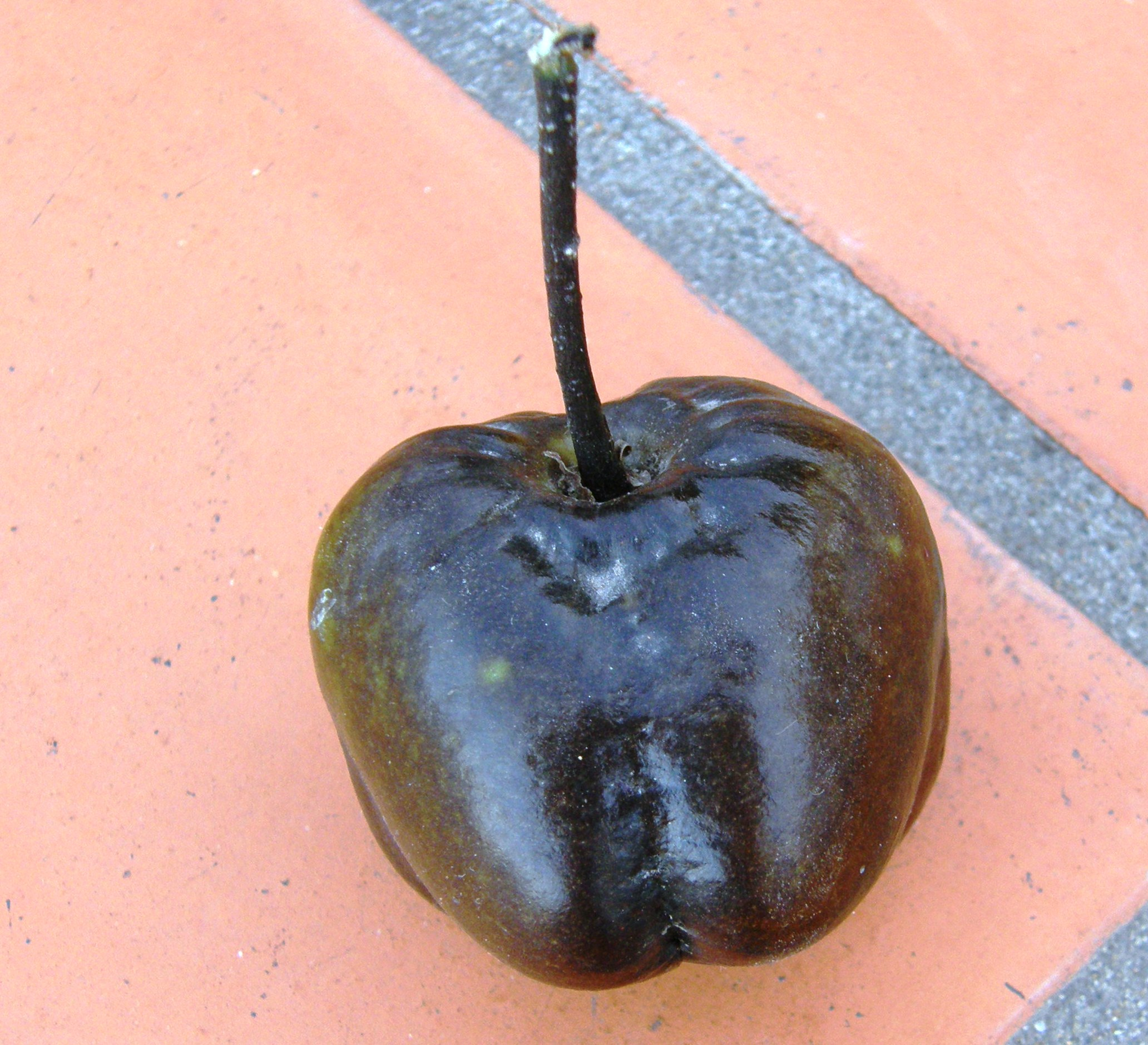
Fruto maduro

El árbol de ayoyote, hueso o codo de fraile, adelfa amarilla, india, nuez de la india, haba de San Ignacio, cabalonga, campanilla amarilla, árbol de Panamá, campanelo de Filipinas, icoctli, lengua de gato, Cascabela thevetia, chilca, bacuá (en Zapoteco) o amancay  (Thevetia peruviana), es una especie de arbusto o pequeño árbol perteneciente a la familia Apocynaceae. Es originario desde México hasta América tropical.

## Descripción
Son arbustos cupuliforme o árboles pequeños que alcanzan los 2–6 m de alto. Las hojas son lineares, de 4–16 cm de largo y 0.2–1 (–1.4) cm de ancho, lanceoladas y amontonadas brillantes de un verde vivo,  duras y apenas pecioladas. El ápice agudo, base cuneado-atenuada. La inflorescencia con pocas flores amarillas, o naranja claro; o aún blancas, y que dan la impresión de que no llegan a abrirse por completas. Ligeramente perfumadas y de 5 cm de diámetro, brotan sobre pedúnculos largos.  Florece a intervalos durante buena parte del año en su hábitat nativo. En climas más frescos, como en España, florece en verano.  sépalos lanceolado acuminados de 4–6 (–10) mm de largo; corola tubular-infundibuliforme, tubo 4–5 cm de largo, los lobos 1–2 cm de largo. Frutos transversalmente oblongos, generalmente más o menos obtriangulares, 1.5–3.5 cm de largo y 2.5–4.5 cm de ancho, verdosos a amarillentos o purpúreos. Los frutos son drupas carnosas redondeadas y con costillas; al madurar cambian del verde al negro, pasando por el rojo.

## Distribución
Se distribuye por México, Belice, Costa Rica, El Salvador, Guatemala, Honduras, Panamá, Cuba, República Dominicana, Haití, Guayana Francesa, Surinam, Venezuela, Bolivia, Colombia, Ecuador, Perú, Brasil, Argentina, Paraguay  y   Nicaragua donde es ampliamente cultivada en todo el país en alturas de 10–1200 metros. Su floración se produce durante todo el año. Florece a intervalos durante buena parte del año en su hábitat nativo. En climas más frescos, como en España, florece en verano. Los frutos son drupas carnosas de forma curiosa, redondeadas y con costillas; al madurar cambian del verde al negro, pasando por el rojo. Algunos las consideran amuletos de la suerte, aunque son peligrosamente venenosas. Toda la planta contiene un jugo lechoso que es venenoso.

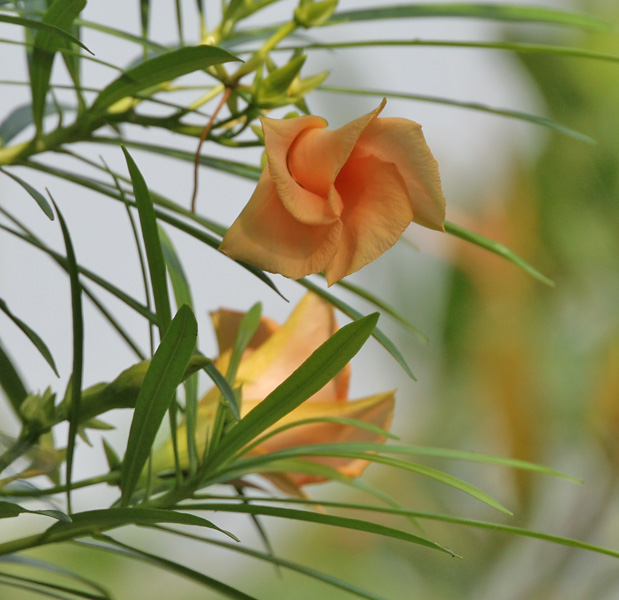
Hojas y flores.

## Taxonomía
Sinonimia
- Cerbera peruviana Pers., Syn. Pl. 1: 267 (1805).
- Cerbera linearifolia Stokes, Bot. Mat. Med. 1: 490 (1812).
- Cascabela peruviana (Pers.) Raf., Sylva Tellur.: 162 (1838).
- Thevetia linearis Raf., Sylva Tellur.: 91 (1838).
- Thevetia neriifolia Juss. ex A.DC. in A.P.de Candolle, Prodr. 8: 343 (1844).
- Thevetia peruviana (Pers.) K.Schum. in H.G.A.Engler & K.A.E.Prantl, Nat. Pflanzenfam. 4(2): 159 (1895).
- Thevetia peruviana f. aurantiaca H.St.John, Phytologia 34: 148 (1976).[5]

## Usos
Se utiliza como planta ornamental. Como arbusto aislado, o en pequeños grupos, en jardines meridionales en España. Exposición a pleno sol. Se deben recortar las ramas a la salida del invierno, para que ramifiquen y se haga más compacto. No suelen ser atacadas por plagas y enfermedades comunes. Se reproduce mediante esquejes en compost arenoso y con calor. Las semillas de esta planta se venden en los puestos de yerberos de La Habana, Camagüey y Oriente, para utilizarlos como amuleto o para llevarlas en el bolsillo creyendo así evitar las hemorroides.  En Perú, son usadas en el vestuario de los danzantes shaqshas por el sonido que producen al chocar entre sí tras ser secadas. En la cultura china han sido utilizadas eficazmente en problemas relacionados con sobrepeso; también se cree que al paso del tiempo rompe las cadenas de triglicéridos y colesterol, siendo por esta causa que le atribuyen un efecto purificador y depurador.

## Toxicidad
La especie Thevetia peruviana es una planta que produce toxicidad a todas las especies animales salvo a algunos tipos de aves e insectos. Su intoxicación puede producirse por inhalación, ingestión o contacto con la savia o extractos del vegetal, lo que la hace en su totalidad tóxica para el humano. La tevetina A, la tevetina B, peruvósidos, neriifolina, thevetoxina y rutósidos son los cardenólidos que le proporcionan el carácter tóxico a la adelfa amarilla. Las semillas son la parte más tóxica ya que en ellas podemos encontrar en mayor proporción glucósidos cardiacos y además encontramos pequeñas trazas de ácido cianhídrico, un compuesto inhibidor de la respiración celular extremadamente tóxico. Es importante recalcar que este tipo de intoxicaciones se presenta en personas jóvenes sin enfermedades de base o comorbilidades.
Son potencialmente tóxicas y se utilizan desde hace ya cientos de años en la medicina china tradicional. Se cree que tiene propiedades curativas para quemar grasa, reducir triglicéridos y colesterol, pero causa intoxicación, diarrea y pérdida de electrolitos, produciendo deshidratación y fallos vasculares, haciendo creer que la persona está bajando de peso. El consumo puede llevar a la muerte del individuo. Internacionalmente se comercializa con el nombre de Nuez de la India o Semilla de Brasil, aunque también se ha encontrado como adulterante en productos a base de tejocote.
El mecanismo de acción de los cardenólidos es la inhibición de la bomba Na/K ATPasa, fácilmente comparable con el mecanismo que encontramos en los digitálicos.
Cada sección de la planta posee una proporción y composición distinta. Esto tiene repercusión sobre la dosis letal, pero estos factores no son los únicos a tener en cuenta. Adquieren gran relevancia la edad del individuo y la forma de administración. La dosis potencialmente letal varía entre 1-2 semillas para los niños y 8-10 semillas para los adultos. En cuanto a las hojas, se han calculado dosis de 4 g. 
Los síntomas que puede presentar son vómitos, náuseas, dolor abdominal, mareo, vértigo, diarrea, cambios electrocardiográficos, bradicardia, bloqueo AV así como depresión del segmento ST. Se pueden producir algunas complicaciones menos frecuentes en las que se encuentran alteraciones electrolíticas, latidos ectópicos, palpitaciones e infrecuentes convulsiones y coma. Una de las alteraciones más severas es la hipopotasemia la cual puede desembocar en alteraciones cardiovasculares.
Se revisan sus características, usos, dosis tóxicas, cuadro clínico, pronóstico y tratamiento en una publicación sobre intoxicación.

## Galería

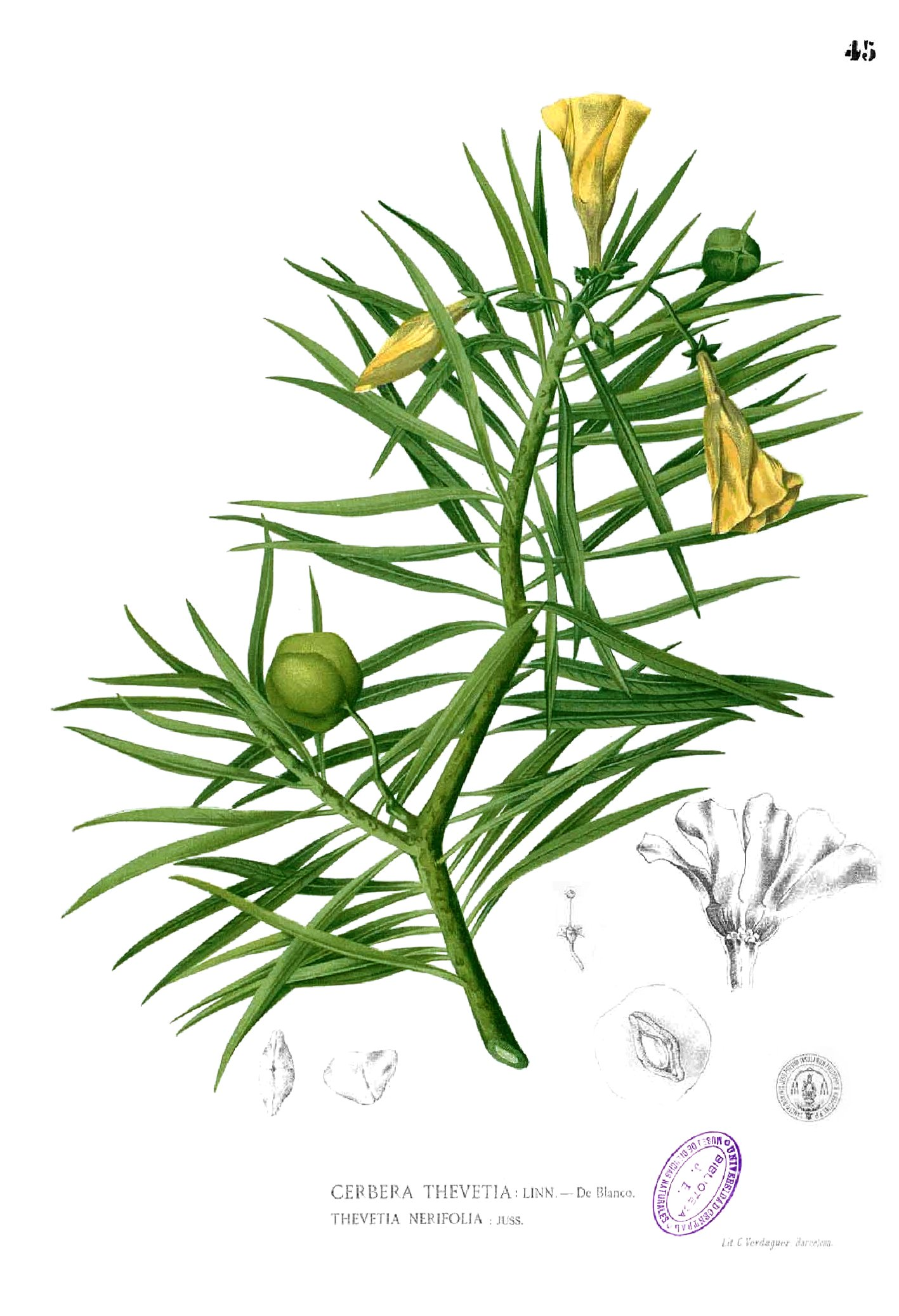
Flora de Filipinas de Francisco Manuel Blanco (O.S.A.)
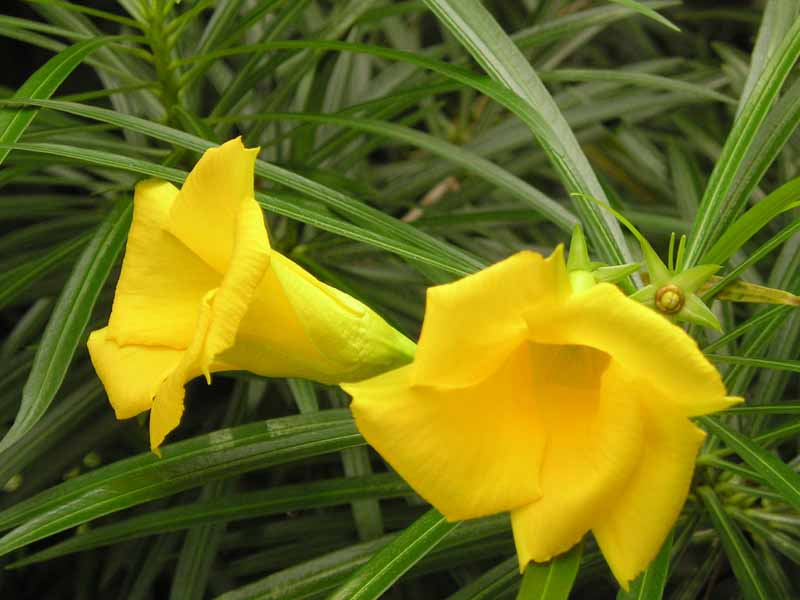
Flores
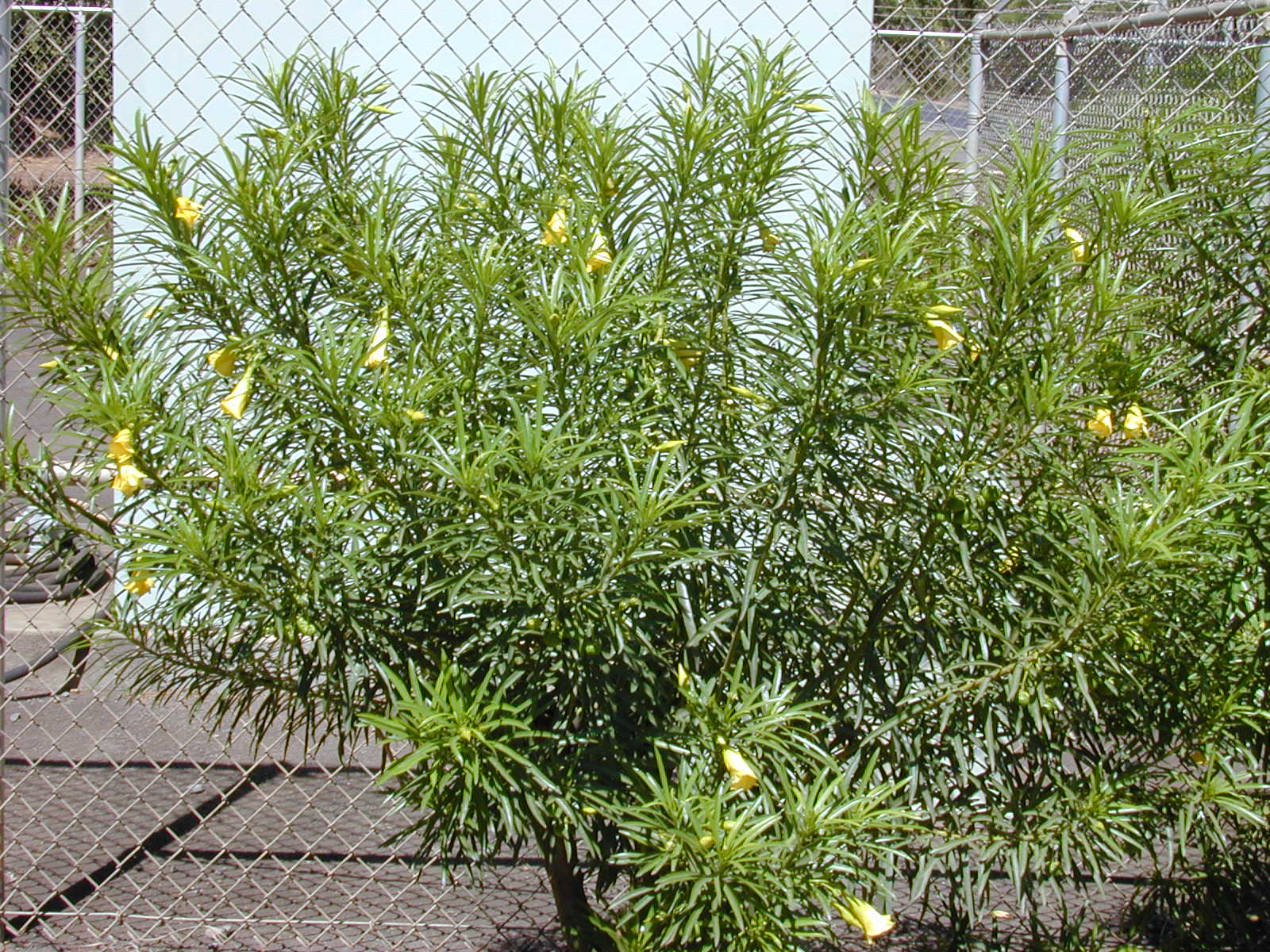
Hábito
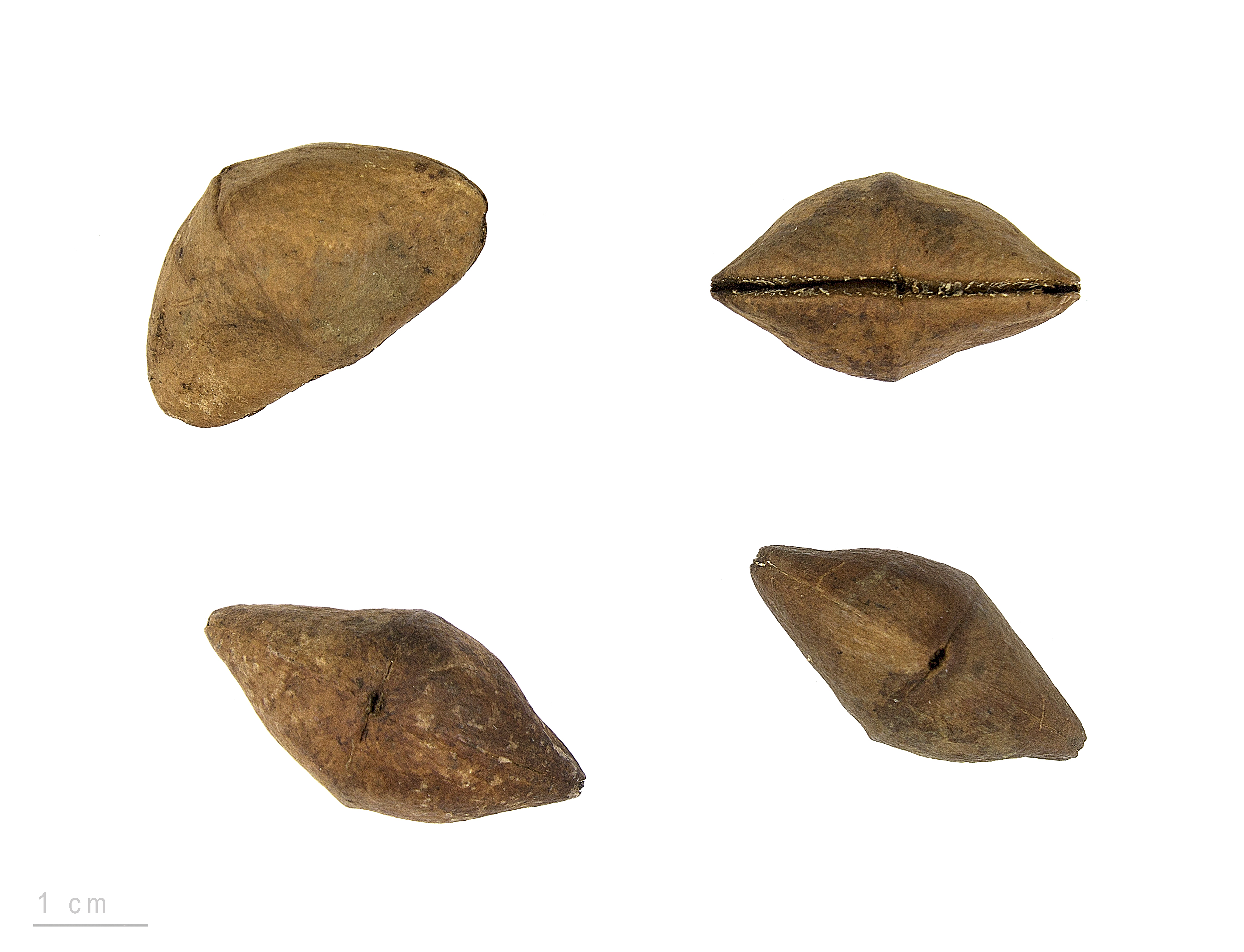
Thevetia peruviana - MHNT